# Aalborg DH

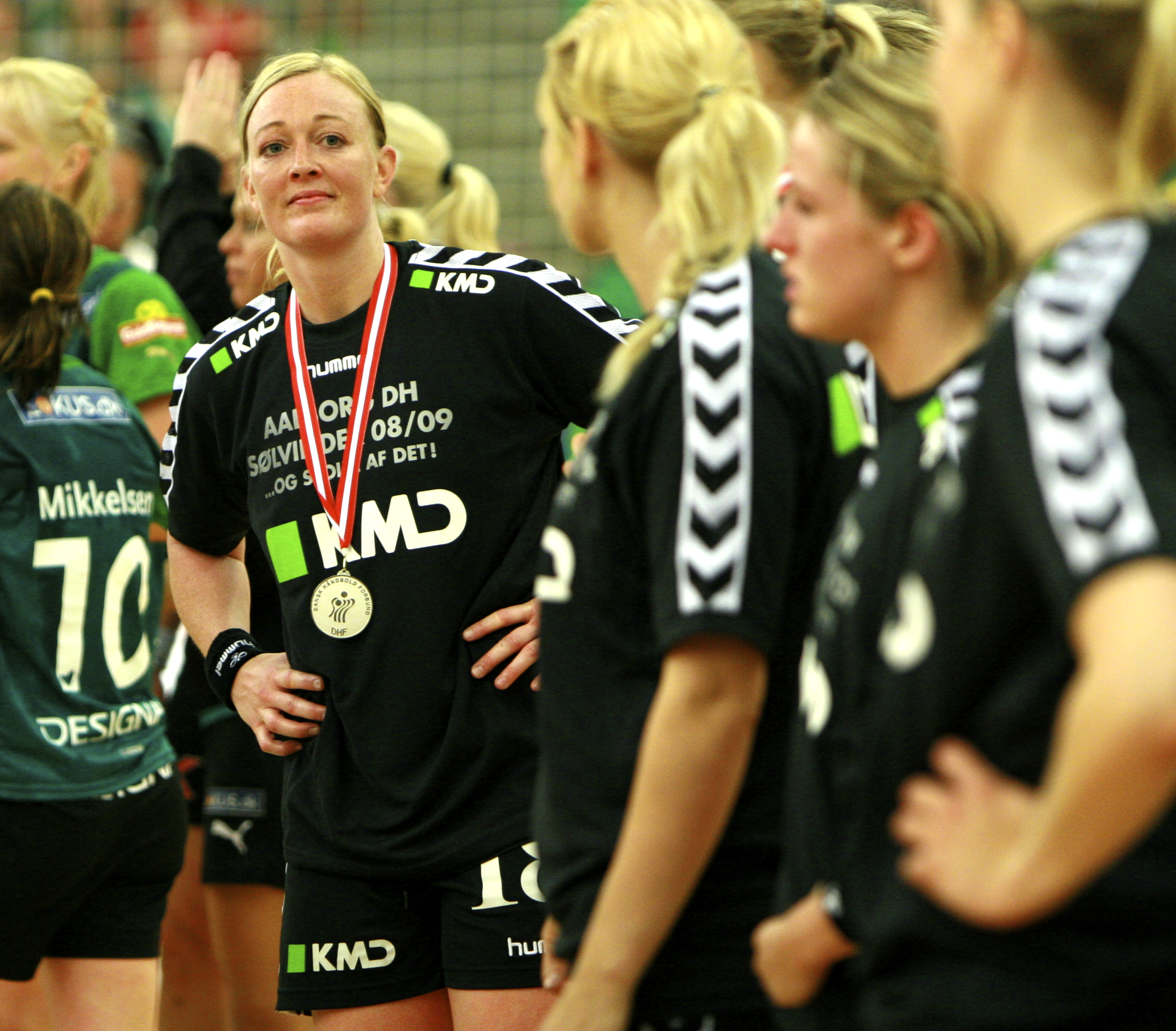
Karen Brødsgaard med DM-silvret kring halsen, 2009.

Aalborg Damehåndbold, förkortat Aalborg DH, var en damhandbollsklubb från Ålborg på Jylland i Danmark. Säsongen 2002-2003 kvalificerade laget sig till Damehåndboldligaen, landets högsta liga. Dessförinnan var klubbens namn HS Nord, Aalborg KFUM och Aabybro HK. 2005 och 2009 spelade Aalborg DH i DM-finalen, men båda gångerna resulterade i silver.
Den första säsongen i den högsta ligan kom klubben på en åttondeplats, men redan året efter blev det en andraplats. Säsongen 2005/06 slutade laget på en tredje plats, dessutom spelade man semifinalen i Champions League som de förlorade mot den slovenske klubben RK Krim.
Den 3 september 2013 begärdes Aalborg DH i konkurs av danska handbollsspelarföreningen, Håndbold Spiller Foreningen. År 2015 bildades en ny elithandbollsklubb på damsidan i Ålborg, med namnet EH Aalborg (Elitehåndbold Aalborg).

## Tidigare spelare
- Louise Mortensen (2003–2010)
- Lærke Møller (2006–2009)
- Mathilde Nielsen (2012–2013)
- Rikke Nielsen (1997–2006, 2007–2008)
- Louise Pedersen (2004–2008)
- Sabine Pedersen (2010–2012)
- Rikke Schmidt (2005–2006)
- Søs Søby (2009–2013)
- Rikke Vestergaard (2006–2007, 2009–2011)
- Julie Aagaard (2009–2011)
- Heidi Astrup (2003–2005)
- Kristina Bille (2007–2010)
- Karen Brødsgaard (2007–2010)
- Rikke Ebbesen (2009–2013)
- Trine Nielsen (2004–2006)
- Louise Kristensen (2009–2011)
- Pernille Larsen (2007–2009)
- Mia Hundvin (2003–2004)
- Katrine Lunde Haraldsen (2004–2007)
- Kristine Lunde-Borgersen (2004–2007)
- Heidi Løke (2007–2008)
- Nora Mørk (2007–2008)
- Thea Mørk (2007–2008)
- Marianne Rokne (2005–2006)
- Isabel Blanco (2004–2006)
- Siri Seglem (2009–2013)
- Maria Olsson (2012–2013)
- Linnea Torstenson (2008–2010)
- Teresa Utkovic (2008–2009)
- Johanna Ahlm (2009–2010)
- Therese Wallter (2008–2010)
- Johanna Wiberg (2006–2007)
- Madeleine Grundström (2008–2009)
- Matilda Boson (2005–2010)
- Ibolya Mehlmann (2006–2008)
- Ágnes Farkas (2003–2005)
- Barbara Bognár (2007–2008)
- Kristina Logvin (2012–2013)
- Tanja Logvin (2006–2009)
- Julie Goiorani (2010–2011)
- Mariama Signaté (2010–2011)
- Arna Sif Pálsdóttir (2011–2013)
- Natalia Derjugina (2003–2008)
- Narcisa Lecușanu (2004–2006)
- Ana Batinić (2009–2011)
- Natasja Burgers (2005–2006)